# ¡Vaya Postín!
¡Vaya Postín! es el segundo y último álbum de la banda de folk española Almenara (banda), lanzado en 1986.

## Lista de canciones
El álbum contiene las siguientes canciones:
1. El Rebaño (3:04)
2. Al Salir El Sol (3:33)
3. Romance De Enamorados (3:24)
4. La Leñadora (3:31)
5. Murga Tudelana (5:01)
6. Nana (2:00)
7. Nana De Llenera (4:10)
8. Muelo (5:57)
9. Romance De Clara (2:39)
10. Jotas Del Señor Basilio, Ronda Y Quintos (4:30)

## Músicos
- Juan J. Conde: guitarra y voz.
- Jesús Cifuentes: bajo y voz.
- Eduardo Burgos: guitarra y percusión.
- Ignacio Cabero: laúd y percusión.
- Carlos Soto: flautas y dulzaina.
- Luis M. de Tejada: violín.
- Ignacio Castro: batería.
- Mª Dolores Gutiérrez: voz y percusión.
- Belén Artuñedo: voz y percusión.